# Lavigney
Lavigney är en kommun i departementet Haute-Saône i regionen Bourgogne-Franche-Comté i östra Frankrike. Kommunen ligger i kantonen Vitrey-sur-Mance som tillhör arrondissementet Vesoul. År 2022 hade Lavigney 123 invånare.

## Befolkningsutveckling
Antalet invånare i kommunen Lavigney
| Referens: INSEE |